# Edgewater (Florida, Volusia megye)
Edgewater város az USA Florida államában, Volusia megyében. Lakosainak száma 23 097 fő (2020. április 1.).

## Népesség
A település népességének változása:

| 2010 | 20 750 |
| 2020 | 23 097 |